# Man with a Mission
Man with a Mission (マンウィズアミッション) est un groupe japonais de rock alternatif, originaire de Shibuya. Il comprend cinq membres, Tokyo Tanaka (chant), Kamikaze Boy (basse), Jean-Ken Johnny (chant et guitare), DJ Santa Monica (disc jockey), et Spear Rib (batterie). Tous les membres portent un masque de loups pendant leurs concerts et dans leurs clips.

## Historique

### Débuts et premier album
La toute première activité du groupe s'effectue en concert dans la banlieue de Shibuya. Le groupe organise une tournée américaine à la fin de 2010, qu'ils appellent leur Whisky a Go Go et joue dans plusieurs boites de nuit de Los Angeles. La tournée se termine en novembre 2010,,. La fin de la tournée s'effectue en parallèle à la sortie de leur mini album, Welcome to the New World, en novembre qui sera un succès commercial à travers le Japon. Le mini-album atteint pendant six semaines l'Oricon Top 100. Le 29 avril 2011, ils publient un single intitulé Never Fxxkin' Mind the Rules. Après la sortie du single, le groupe lance une autre tournée le 11 mars 2011, appelée Man with a Mission Japan Marking Tour 2011, qui comprend 13 dates à travers le Japon. Leur premier album studio, Man with a Mission Vol. 1, est publié le 8 juin 2011,.
Peu après la sortie de l'album, ils participent au Summer Sonic 2011 en milieu août, et à un nombre d'autres festivals, comme le Countdown Japan 11/12. Considéré par le magazine Eggman comme le « nouveau groupe le plus prometteur », leur concert se vend à guichet fermé en à peine dix minutes. Pendant la diffusion des concerts, leurs chansons passent sur 27 différentes chaînes de radio japonaises. Le 5 octobre 2011, le groupe publie un EP intitulé Trick or Treat, qui comprend quelques chansons originales et des reprises de chansons comme Smells Like Teen Spirit de Nirvana,. Les membres de Man with a Mission participent aussi à un poster pour le label Tower Records appelé No Music, No Life?, le 13 septembre 2011,.

### Mash Up The World

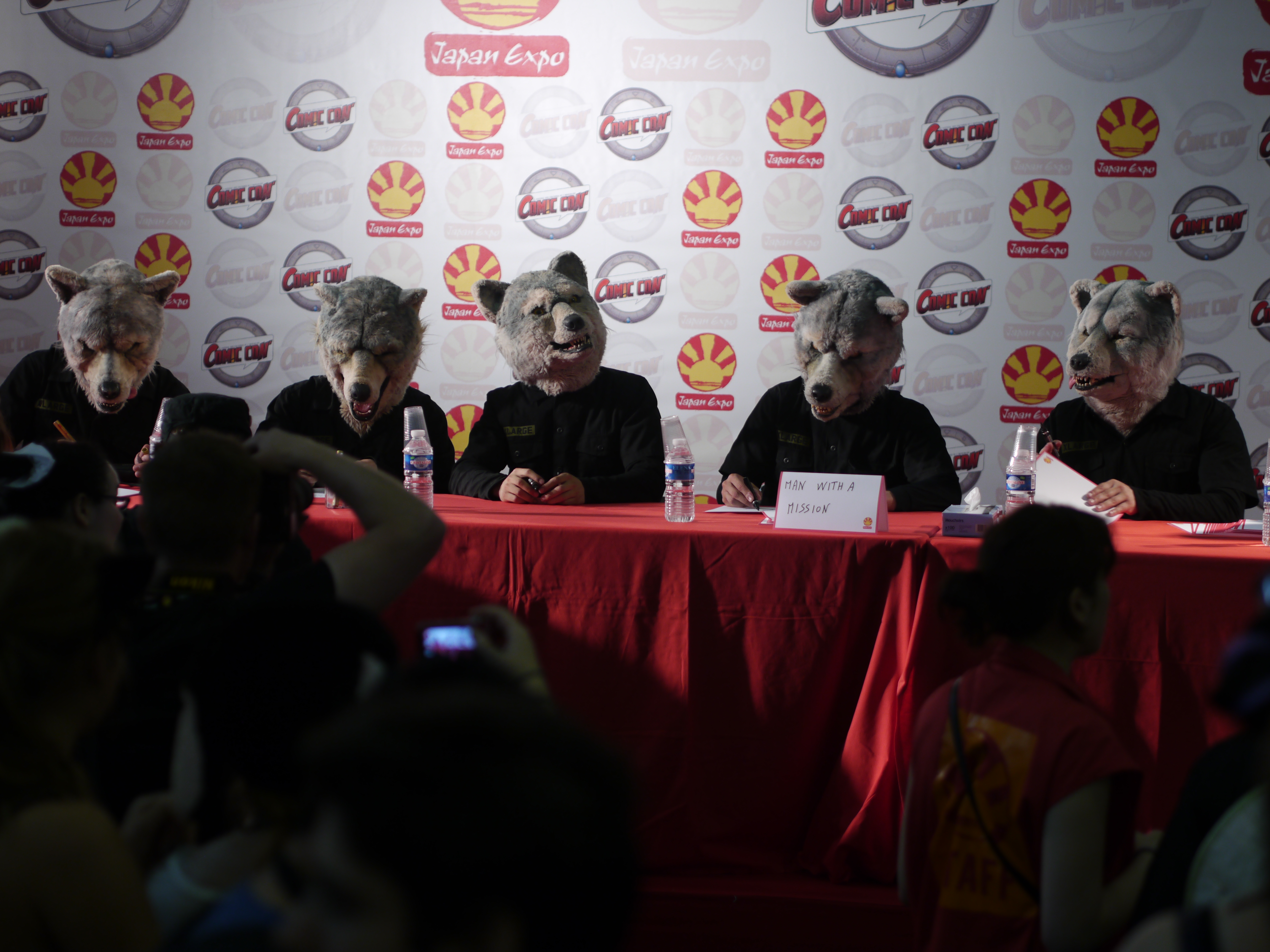
Man with a Mission à la Japan Expo 2012 à Paris, en France.

Le 27 mai 2012, MWAM organise un concert au Shibuya-AX devant 1 800 fans. Il s'agit d'un avant-goût de leur tournée à venir appelée Don't Feel the Distance en novembre, en soutien au single Distance, de leur nouvel album à venir. Sa sortie le 4 avril le fait atteindre la sixième place de l'Oricon. Les arrêts prévus pendant la tournée incluent le Zepp Nagoya, Zepp Namba, et le Zepp Tokyo. Les tickets sont pré-vendus presque « instantanément » au Japon,.
Le deuxième album studio du groupe, Mash Up the World, est publié le 18 juillet 2012. Le groupe publie un clip du single From Youth to Death sur YouTube le 21 juin 2012. L'application officielle de l'album comprend des extraits du single, et deux autres chansons originales Mash UP The DJ! et Neutral Corner. Distance devient aussi le thème d'ouverture pour la chaine Music Ru TV de TV Asahi. Le groupe est également invité à la Japan Expo le 5 juillet 2012.

### Tales of Purefly
Leur nouveau single, Emotions, utilisé comme thème d'adaptation en court-métrage live action du manga Hentai Kamen, est publié le 20 février 2013. Le single suivant, Database, devient le thème d'ouverture de l'anime Log Horizon. Une autre chanson de l'album, Wake Myself Again, est utilisée comme thème du film adapté du manga Judge. Les personnages ressemblant aux membres du groupe MWAM sont inclus dans la version japonaise de Pro Evolution Soccer 2015, aux côtés de la chanson Higher, auparavant utilisée dans le jeu World Soccer: Winning Eleven 2014 - Aoki Samurai no Chōsen,. La chanson whatever you had said was everything est incluse dans une publicité pour le téléfilm Crows Explode, basé sur le manga Crows.

### The World's on Fire
Man With a Mission joue le thème d'ouverture de l'anime The Seven Deadly Sins, intitulée Seven Deadly Sins. Le single Raise Your Flag est le thème d'ouverture de l'anime Mobile Suit Gundam: Iron-Blooded Orphans. Leur quatrième album intitulé The World's On Fire est publié le 10 février 2016, précédé par un troisième single, Memories. La première chanson de l'album, intitulé Survivor, est choisie par Capcom pour le jeu vidéo Street Fighter V,.
Chasing the Horizon
La chanson My Hero sert d'opening à l'anime Inuyashiki.